# Abraham Firkovich
Abraham Firkovich (karaïm : Аврагъам Фиркович Avragham Firkovich) dit Even Reshef (hébreu : אב"ן רש"ף - אברהם בן רבי שמואל פירקוביץ Avraham ben Rabbi Shmouel Firkovitch), est un Hakham et collectionneur karaïme du XIXe siècle. 
Promoteur de la redéfinition des Karaïtes, il entend prouver, en établissant plusieurs collections de manuscrits antiques, que les Karaïmes ne descendraient pas des adeptes d’un mouvement scripturaliste au sein du judaïsme mais des Khazars, convertis par Isaac Sangari ; ils seraient donc les membres d’un peuple turco-mongol distincts des Juifs dès l’origine, et leur croyance serait le mosaïsme authentique dont le judaïsme rabbinique ne serait qu’une version dévoyée. Héros culturel de son peuple dont la thèse est énergiquement relayée par Sheraya Szapszal, il est cependant dénoncé par les savants juifs qui le soupçonnent d’avoir falsifié plusieurs de ses documents, lesquels demeurent cependant parmi les collections prisées de manuscrits hébraïques.